# Synekdoche
Eine Synekdoche (altgriechisch συνεκδοχή synekdoché, deutsch ‚Mitverstehen‘) ist eine rhetorische Figur aus der Gruppe der Tropen. Sie bezeichnet die Ersetzung eines Wortes durch einen Begriff aus demselben Begriffsfeld. So kann ein Wort durch einen Begriff mit engerer oder weiterer Bedeutung, einen Ober- oder Unterbegriff ersetzt werden. Dadurch grenzt sie sich von der Metapher ab, bei der ein Wort durch einen nicht verwandten Begriff aus einem anderen Begriffsfeld ersetzt wird. Die Synekdoche ist ein Teilbereich der Metonymie (bei der eine geistige oder sachliche Beziehung zwischen den Begriffen besteht). Die Grenzen zwischen Metonymie und Synekdoche sind jedoch fließend. Beispiel: „Friede Euch und unserem Bruder Frankreich …“ (Shakespeare). Die Synekdoche wird oft fälschlich mit der Figur pars pro toto (lateinisch „ein Teil für das Ganze“) gleichgesetzt, die aber nur ein Spezialfall der Synekdoche ist.

## Unterarten der Synekdoche
Je nach Art des numerischen Verhältnisses sind zu unterscheiden:
1. Teil-Ganzes-Beziehung:
  1. Ein Teil steht für das Ganze; diese Unterart der Synekdoche wird auch pars pro toto (lat. „ein Teil für das Ganze“) genannt. Beispiel (weitere siehe dort):
    - pro Nase – Nase steht für Mensch

  2. Umgekehrt: Das Ganze steht für einen Teil; diese Unterart der Synekdoche wird auch totum pro parte genannt. Beispiel:
    - ein Haus führen – für eine oder mehrere Personen den Haushalt führen
2. Gattung-Art-Beziehung:
  1. Das Spezielle, die Art steht für das Allgemeine, die Gattung. Beispiele:
    - Brot für Nahrungsmittel
    - Männer für Menschen, drei Mann für drei Menschen
    - mit dem Schwert für mit Waffengewalt
    - Der Ring als Zeichen für die Ehe

  2. Das Allgemeine, die Gattung steht für das Spezielle, die Art. Beispiel:
    - Die Raubkatze als Synonym für der Tiger
3. Zeitliche Beziehung:
  1. Das Frühere steht für das Spätere. Beispiel:
    - Rebensaft für Wein.

  2. Das Spätere steht für das Frühere. Beispiel:
    - Der Held von Troja wurde anno … geboren.
4. Grammatisch-numerische Beziehung:
  1. Singular steht für Plural. Beispiel:
    - der Deutsche für die Deutschen oder die Mehrheit der deutschen Bürger

  2. Plural steht für Singular. Beispiele:
    - Pluralis Majestatis
    - Pluralis Modestiae

## Beispiele
aus dem Alltag
- „Sie leben alle unter einem Dach“ [Haus/Wohnung]
- „Iss deinen Teller [Mahlzeit] auf!“

Ländernamen
- „England“ für das gesamte Vereinigte Königreich Großbritannien und Nordirland
- „Holland“ (eine Region der Niederlande) für die gesamte Niederlande
- „Amerika“ (Name des Kontinents) für nur einen Staat darin, nämlich die Vereinigten Staaten von Amerika
- historisch: „Russland“ (eine der Republiken) für die gesamte Union der Sozialistischen Sowjetrepubliken